# 1948 na arte

## Eventos
- 15 de Julho - Fundação do Museu de Arte Moderna de São Paulo.
- 30 de Setembro - Início da publicação da banda desenhada Tex, criada por Giovanni Luigi Bonelli e Aurelio Galleppini, na Itália.

## Nascimentos
| Data          | Nome                    | Profissão                                 | Nacionalidade    | Observações | Ref |
| ------------- | ----------------------- | ----------------------------------------- | ---------------- | ----------- | --- |
| 8 de janeiro  | Miquel Barceló          | pintor                                    | Espanha          |             |     |
| 11 de janeiro | Al Berto                | poeta, pintor, editor e animador cultural | Portugal         | m. 1997     |     |
| 27 de janeiro | Mikhail Baryshnikov     | dançarino                                 | União Soviética  |             |     |
| 17 de março   | Graça Morais            | pintora                                   | Portugal         |             |     |
| 31 de julho   | Hans Donner             | designer                                  | Áustria / Brasil |             |     |
| ??            | Pietro Antonio Bernabei | pintor                                    | Itália           |             |     |
| ??            | Olivia de Berardinis    | pintora                                   | Estados Unidos   |             |     |
| ??            | Fernando Calhau         | artista plástico e pintor                 | Portugal         | m. 2002     |     |

## Mortes
| Data            | Nome                           | Profissão                                        | Nacionalidade                              | Observações                                                     | Ref |
| --------------- | ------------------------------ | ------------------------------------------------ | ------------------------------------------ | --------------------------------------------------------------- | --- |
| 18 de fevereiro | Arnaldo Redondo Adães Bermudes | arquitecto, professor de arquitectura e político | Reino Unido de Portugal, Brasil e Algarves | n. 1864 Prémio Valmor 1908 Menção honrosa do Prémio Valmor 1909 |     |
| 25 de junho     | Ernest Biéler                  | pintor                                           | Suíça                                      | n. 1863                                                         |     |
| 21 de julho     | Tomás Leal da Câmara           | pintor                                           | Reino Unido de Portugal, Brasil e Algarves | n. 1876                                                         |     |
| 18 de setembro  | Cottinelli Telmo               | arquitecto e cineasta                            | Reino Unido de Portugal, Brasil e Algarves | n. 1897                                                         |     |
| ??              | Humberto Rosa                  | pintor                                           | Brasil                                     | n. 1908                                                         |     |